# From Darkness To Light
From Darkness To Light é o primeiro e único álbum ao vivo do cantor estadunidense Turley Richards, lançado em 1972.
Por estar fora de catálogo há décadas, este é o único álbum de Richards que nunca foi remasterizado.[carece de fontes?]

## Faixas
(Todas as músicas por Turley Richards, exceto onde anotado)

### Lado A
1. "Ugly Trip "
2. "Pain"

### Lado B
1. "Touch, Love & Peacefulness"
2. "Is That The Way You Were Taught To Pray?"
3. "I Heard The Voice of Jesus" (Traditional)